# Кембридж (Індіана)
Кембридж (англ. Cambridge City) — місто (англ. town) в США, в окрузі Вейн штату Індіана. Населення — 1751 особа (2020).

## Географія
Кембридж розташований за координатами 39°48′44″ пн. ш. 85°10′15″ зх. д. / 39.81222° пн. ш. 85.17083° зх. д. (39.812084, -85.170820).  За даними Бюро перепису населення США в 2010 році місто мало площу 2,64 км², з яких 2,62 км² — суходіл та 0,02 км² — водойми.

## Демографія
Згідно з переписом 2010 року, у місті мешкало 1870 осіб у 785 домогосподарствах у складі 514 родин. Густота населення становила 709 осіб/км².  Було 893 помешкання (338/км²).
Расовий склад населення:
| - 98,5 % — білих - 0,5 % — корінних американців - 0,3 % — азіатів - 0,2 % — чорних або афроамериканців |

До двох чи більше рас належало 0,5 %. Частка іспаномовних становила 0,9 % від усіх жителів.
За віковим діапазоном населення розподілялося таким чином: 24,5 % — особи молодші 18 років, 58,5 % — особи у віці 18—64 років, 17,0 % — особи у віці 65 років та старші. Медіана віку мешканця становила 39,8 року. На 100 осіб жіночої статі у місті припадало 95,4 чоловіків;  на 100 жінок у віці від 18 років та старших — 92,9 чоловіків також старших 18 років.
Середній дохід на одне домашнє господарство  становив 44 148 доларів США (медіана — 34 735), а середній дохід на одну сім'ю — 53 162 долари (медіана — 44 375). Медіана доходів становила 36 800 доларів для чоловіків та 28 466 доларів для жінок. За межею бідності перебувало 18,6 % осіб, у тому числі 27,3 % дітей у віці до 18 років та 12,7 % осіб у віці 65 років та старших.
Цивільне працевлаштоване населення становило 803 особи. Основні галузі зайнятості: виробництво — 26,0 %, освіта, охорона здоров'я та соціальна допомога — 22,8 %, мистецтво, розваги та відпочинок — 13,1 %, роздрібна торгівля — 8,1 %.